# フェライト子ども科学館
フェライト子ども科学館（ふぇらいとこどもかがくかん　The Children's Ferrite and Science Museum）は、秋田県にかほ市に所在する市立の科学館である。
地上二階建て。一階には展示室と児童遊戯室があり、子どもたちが科学に親しみを覚えるための体験型の展示がされている。二階ではさまざまな実験教室が行われる研究工房、地域のサークル活動の拠点でもある多目的ギャラリーがあるほか、郷土の偉人であり、世界最初のフェライト工業化およびTDKの創立・発展に尽力した齋藤憲三、山崎貞一の業績を紹介するメモリアルホールがある。
また、科学館の周りには憩いの場としてサイエンスパークが整備されている。
2024年3月20日には館内展示を改修し、磁力をテーマにした2つのアトラクションを導入してリニューアルオープンを迎えた。

## 入館料・開館時間等
- 開館時間 9:00-17:00（多目的ギャラリー及び研究工房の使用時間は、午後9時まで延長することができる）
- 休館日 毎週月曜日 12月29日から翌年の1月3日まで（その他春休み、夏休み、冬休みの開館については要問合せ）
- 入館料 大人（高校生以上）500円、子供（小中学生）300円

## アクセス
- 鉄道：JR羽越本線 仁賀保駅下車、徒歩10分。